# Симашкевич Митрофан Васильович
Митрофа́н Васи́льович Симашке́вич (*1845, с. Голодьки — † 28 липня 1933, Новочеркаськ) — історик-краєзнавець, церковний діяч, етнограф, педагог, член Подільського єпархіального історико-статистичного комітету.

## Біографія
Митрофан Васильович Симашкевич народився 1845 р. на Віниччині. Після закінчення Кам'янець-Подільської духовної семінарії і Петербурзької духовної академії повернувся до Кам'янця-Подільського. Під час навчання отримав ступінь кандидата богослов'я, а в 1875 р. — магістра богослов'я. 21 жовтня 1871 р. призначений викладачем Подільської духовної семінарії з історії Руської церкви і французької мови. У 1877 р. висвячений в сан протоієрея, йому присвоєно звання професора, назначено ректором Подільської духовної семінарії, пізніше ректор Донської духовної семінарії, в 1904 р. він стає монахом і був піднесений до сану архімандрита, потім став єпископом Чебоксарським, далі — єпископом Пензенським і Саранським, у 1915 р. — архієпископом Донським і Новочеркаським, у 1919 р. піднесений до сану митрополита. В 1923 р. був заарештований і висланий в Наримський край. Після повернення в 1925 р. пішов в григоріанський розкол, де зберіг за собою титул митрополита Донського і Новочеркаського.
Помер 28 липня 1933 р.

## Наукова діяльність
Митрофан Симашкевич вніс вагомий внесок в дослідження етносу та історико-релігійного краєзнавства. З під його пера вийшла низка праць, серед них вагоме місце посідає монографія «Римське католицтво і його ієрархія на Поділлі». Дана книга є найбільш повною розробкою регіональної історії католицизму, його взаємин з православною церквою та українським населенням. Видання «Указатель историко-археологических достопримечательностей Подолии» (1884), привернуло увагу дослідників краю до вивчення старожитностей. Також він є автором монографії «Историко-географический очерк Подолии» (1875—1876), яка видана в трьох томах
Автор історично-географічних і археологічних нарисів про Поділля у «Подольских епархиальных ведомостях» та інших місцевих виданнях.
Був редактором «Подільських єпархіальних відомостей».
Як член Подільського історико-статистистичного комітету допомагав 1869–70 рр. у проведенні великої комплексної етнографічної експедиції з вивчення Подільської губернії під керівництвом П. Чубинського. Співпрацював 1873–76 рр. з Південно-Західним відділом Російського географічного товариства у Києві, підтримував наукові зв'язки (на ґрунті вивчення Поділля) з М. Драгомановим, П. Кулішем, В. Антоновичем та іншими діячами українського національного відродження.